# Target (miejscowość)
Target – miejscowość i gmina we Francji, w regionie Owernia-Rodan-Alpy, w departamencie Allier.

## Demografia
Według danych na rok 1990 gminę zamieszkiwały 264 osoby, a gęstość zaludnienia wynosiła 10 osób/km². W styczniu 2015 r. Target zamieszkiwały 294 osoby, przy gęstości zaludnienia wynoszącej 11,1 osób/km².